# 奇韬镇
奇韬镇，是中华人民共和国福建省三明市大田县下辖的一个乡镇级行政单位。

## 行政区划
奇韬镇下辖以下地区：
奇韬村、东佳村、丁华村、西韬村、文经村、桃东村、桃舟村、洋地村、龙坪村、金华村、龙溪村和永德村。